# Pannonhalma

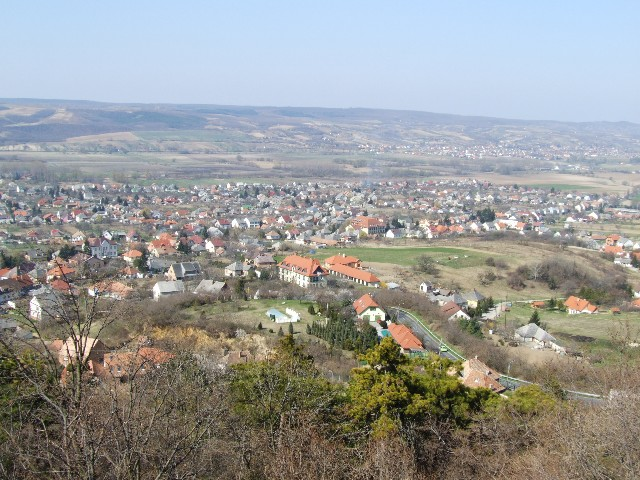
A település az apátságból

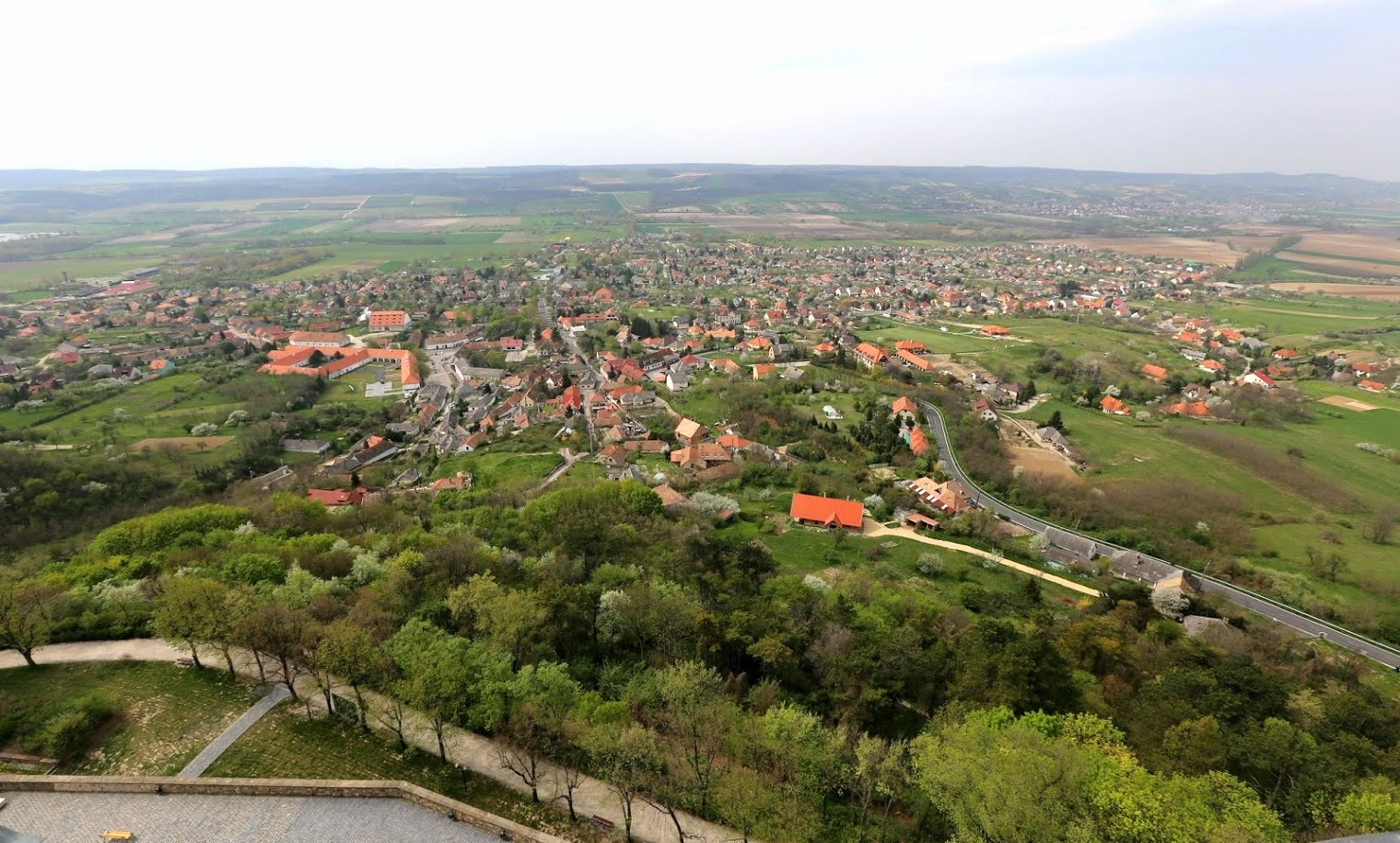
A település az apátsági templom tornyából nézve

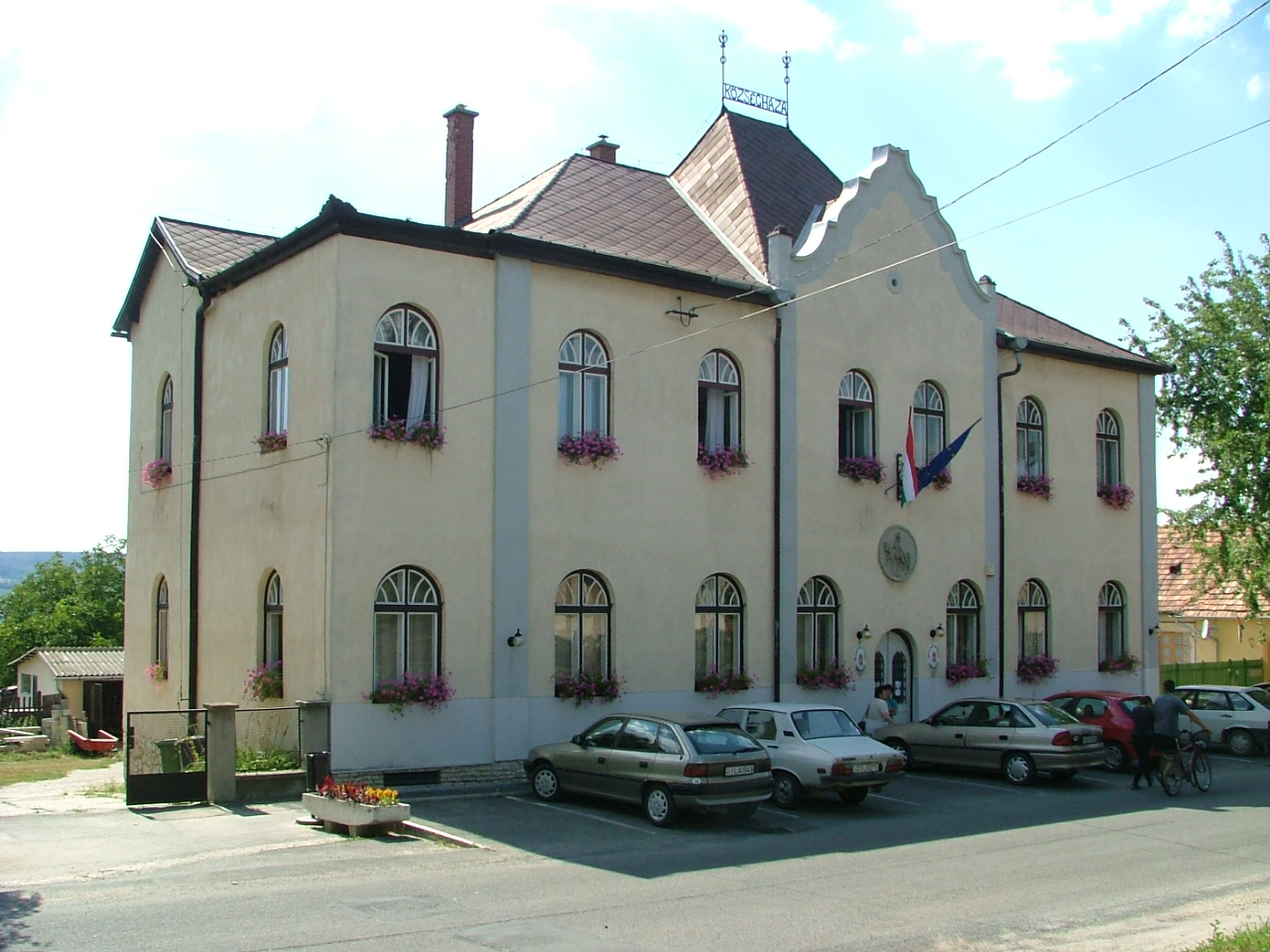
A városháza

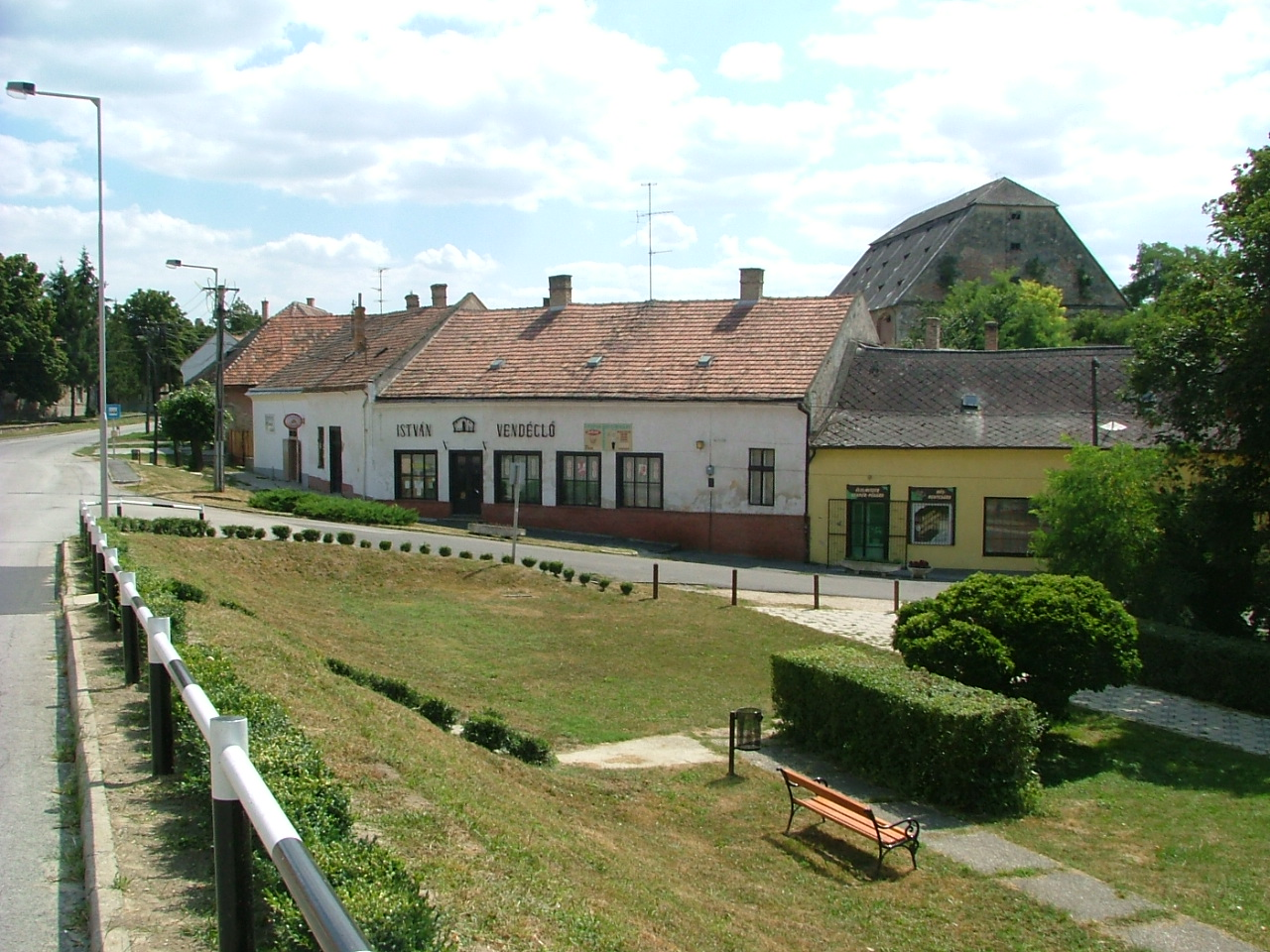
Park a városban

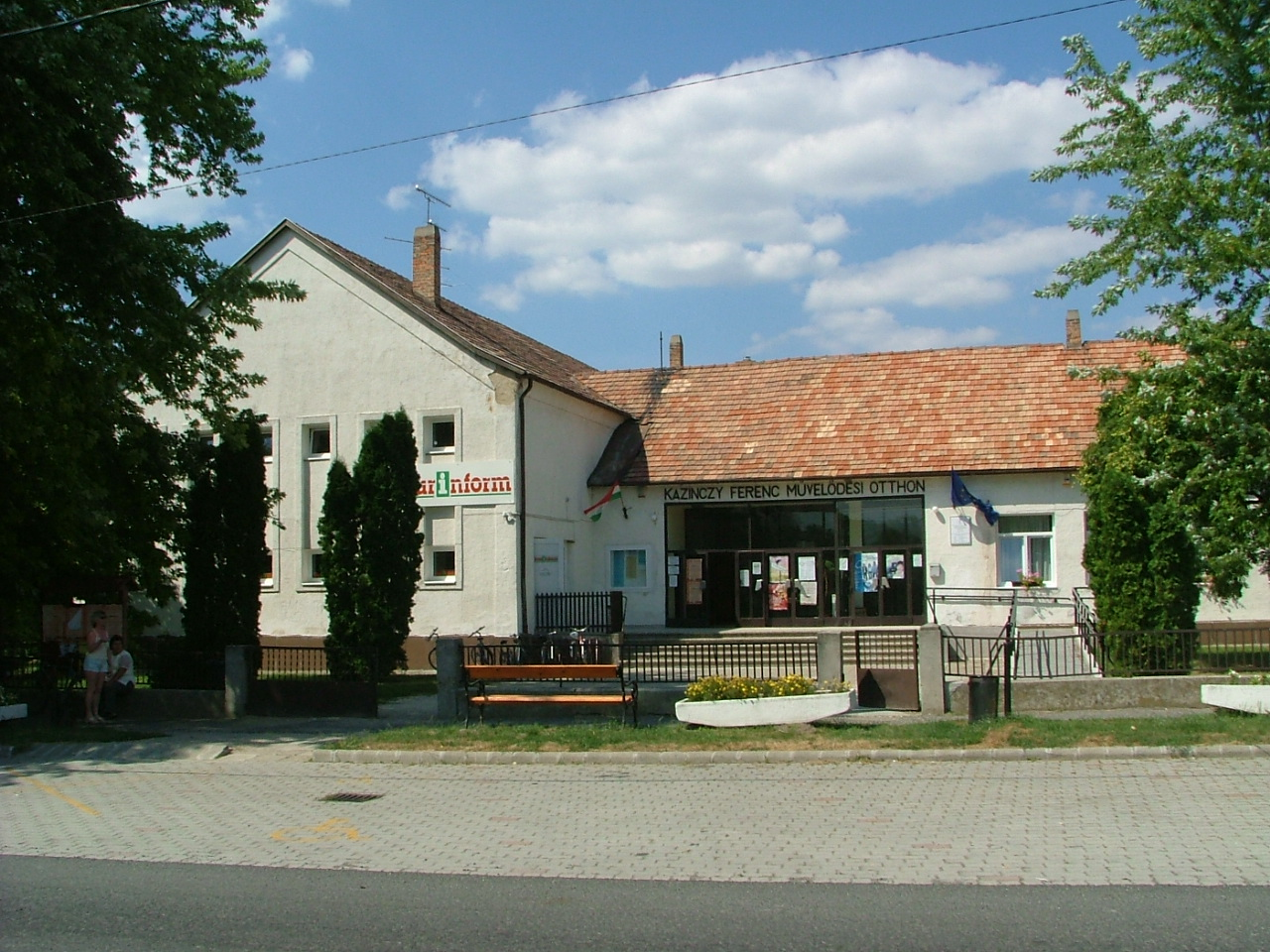
Művelődési otthon és utazási iroda

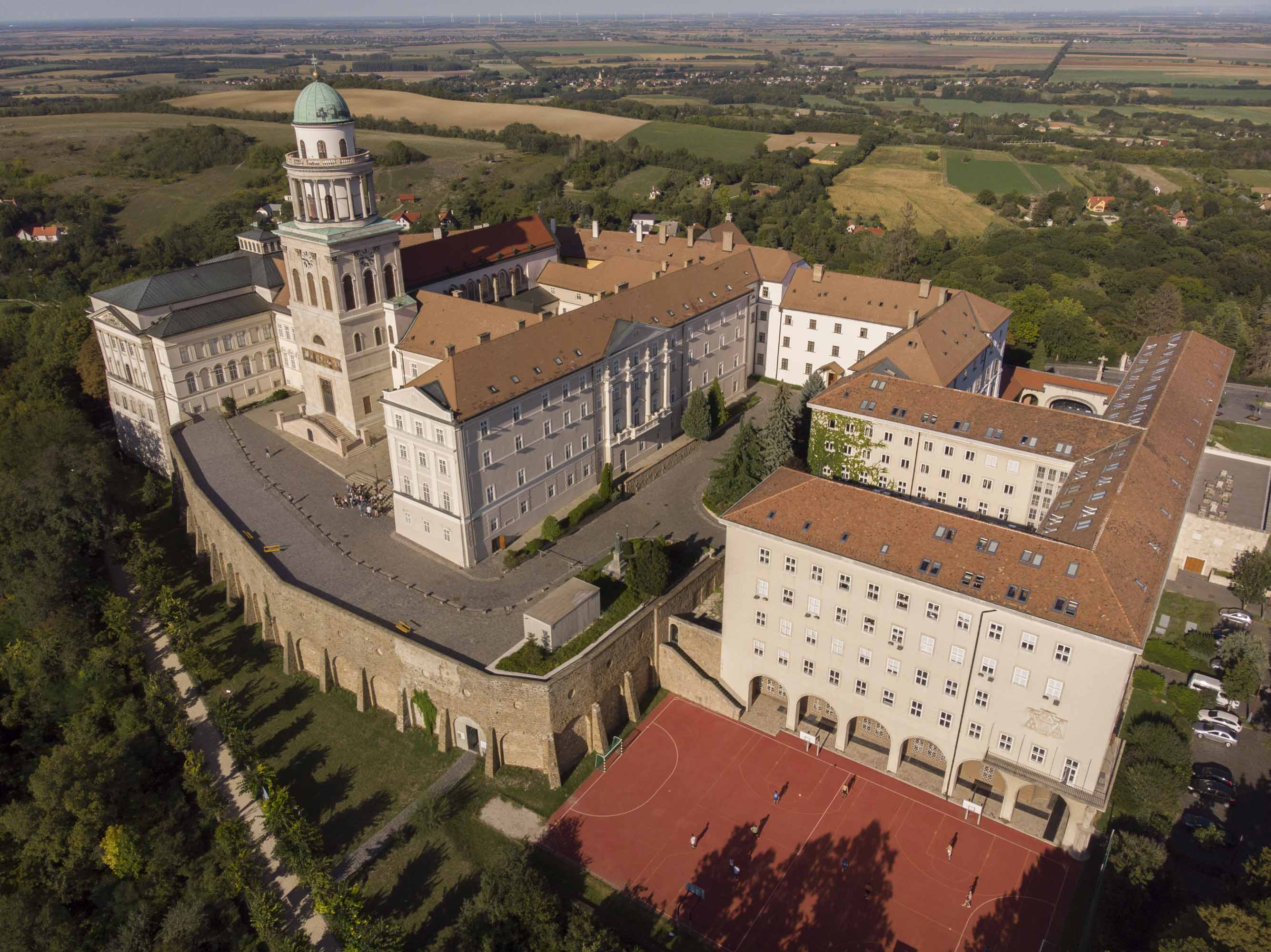
A Pannonhalmi Főapátság épülete

Pannonhalma (1965-ig: Győrszentmárton, németül: Martinsberg, szlovákul: Rábsky Svätý Martin) város Győr-Moson-Sopron vármegyében, a Pannonhalmi járás székhelye. Kedvelt turisztikai célpont, elsősorban a Pannonhalmi Bencés Főapátságról és annak épületeiről ismert, amelyek 1996 óta az UNESCO Világörökség részét képezik.

## Fekvése
Győrtől 19 km-re dél-délkeleti irányban fekszik a Sokorói-dombságban. Szép kilátás nyílik a pannonhalmi vártól Bábolna és Budapest fele is (a dombtetőről lehet látni a bábolnai „szélkerekeket” is, de tiszta időben az esztergomi bazilika is látszik). A vár túloldaláról tiszta időben egészen Győrig el lehet látni. A város közelében fekszik Écs, Ravazd, Győrság, Pér, Nyalka, Tarjánpuszta, Győrasszonyfa, Pázmándfalu, Nyúl, Tényő és Sokorópátka.

### Megközelítése
Közúton a legfontosabb megközelítési útvonala a 82-es főút, amely Veszprém és Győr között húzódva a várostól nyugatra halad el. Pannonhalma központja a főút felől három irányból is megközelíthető: a leginkább kézenfekvő útirány a 8224-es út elágazása, de le lehet térni a főútról, észak felől érkezve Écsnél is a 82 122-es útra, vagy dél felől érkezve Ravazdnál a 8225-ös útra. A 81-es főút irányából Péren át a 8223-as vagy Mezőörsön át a 8224-es úton érhető el Pannonhalma.
Vasúton a Győr–Veszprém-vasútvonalon érhető el a város, a vonalnak ma egy állomása van itt: Pannonhalma vasútállomás a központ nyugati szélén helyezkedik el, a 8224-es út vasúti keresztezésének északi oldalán, közúti megközelítését az említett útból kiágazó 82 328-as számú mellékút (Petőfi Sándor utca) biztosítja. A város területén működött korábban még a vasút Ravazd megállóhelye is.
2021 őszén átadták a Győr-Pannonhalma közötti 18,4 km hosszú kerékpárutat.

## Története
Az eredeti nevén Győrszentmárton ősidők óta lakott hely, egyesek szerint Civitas Pannonia nevű római város helyén áll. Az első település a 10.–11. században itt álló fejedelmi udvarház és annak Pándzsa-völgyi birtoka volt. A szállás, majd a falu kialakulása a bencések 996-os itteni megjelenésével, a királyi alapítású kolostor felépítésével vette kezdetét. Albeus mester IV. Béla hiteles összeírója, akit a király Szent Márton monostor birtokainak összeírásával bízott meg, 1240 körül említi a falut e néven. A tatárjárás után a falu ismét benépesült. 1334-ben Károly Róbert a győrszentmártoni apátot megerősítette az alsoki vásárjogában. A 14.–15. század az első nagy felvirágzás ideje volt. Néhány szomszédos, életképtelenné lett birtok, szállás vagy falu csatlakozásával, illetve beolvasztásával megnőtt a határ, felduzzadt a lakosság és megjelent a szántóvető népesség, vele a telkes, sőt a majoros gazdálkodás is. Részben önállósult Felsok (a mai Váralja), de piac- és vásártere közös maradt Alsokéval. A település a falu (villa) rangjára emelkedett, s a helységnek ekkor már volt temploma (1338) és plébániája, mely nevét a bazilika védőszentjéről kapta.
A 17. század elején a törökök elpusztították a települést, de 1689-ben Rummer Márton főapát újra telepítette. A török hódítás után gyorsan, de felemás módon teremtődtek újjá a társadalmi és a gazdasági kapcsolatok. A lélekszám rohamosan megnőtt, sok lett a belföldi bevándorló és a külhonból telepített német és szláv népesség. A visszatelepült apátság nagy építkezésekbe kezdett (major, magtár, számvevőségi épület). Megerősödtek a céhek, szélesebb körű lett az iskoláztatás. Fejlődik a civil városrészt irányító közigazgatási szervezet. (A részek: Város, Váralja, Hegy.) A mezőváros neve részben még Alsok, de inkább már Győri Szentmárton néven említették. A fejlődés további korlátjai voltak a település közepét elfoglaló vár körüli földek, melyek apátsági birtokok maradtak. A gazdák egy része a szélekre szorult.
A kapitalizálódó 19. században a céhek megszűntével kialakult a mezőváros kisipara és kereskedelmi hálózata. Középipar is létesült: malmok, téglagyár, szeszfőzde. Győrszentmárton ekkor már járási székhely volt. A főszolgabíróság, körjegyzőség és az uraság számvevősége létrehozta a tisztviselői kart. Körök, egyletek alakultak, óvodák és iskolák szerveződtek, illetve épültek. A lakosság létszáma 1900-ra eléri a háromezer főt. A millennium évében megindult a vasúti közlekedés.
A 19. századi örökváltság után megindult a földek elaprózódása. 1945-ben megtörtént a földosztás. Ezzel megszűnt a cselédség, s a falu is szabadon terjeszkedhetett. Az 1950-es járásrendezés során megszűnt a Pannonhalmi járás, a vidék járási székhelye Győr lett. Pannonhalma 1970-ben nagyközségi rangot kapott. Az államosítással leépült az ipar és a kereskedelem, a téeszesítéssel a paraszti magángazdálkodás. A lakosság be- és elköltözése miatt megváltozott a lakosság összetétele. Kialakult a Győrbe bejárók széles rétege. Nagy számban épültek új családi házak, új utcák, közintézmények. Kibővült az egészségügyi ellátás. Egy időre eltűntek a nagy vagyoni különbségek.
A település az apátsággal közös Pannonhalma nevet viseli 1965 óta; a Pannonhalma Guzmics Izidor (1786–1839) bencés szerzetes, bakonybéli apát 1824-es névalkotása volt. 1990-ben új politikai rend váltotta fel a régit. Az 1990-es évek közepére lezajlott a kárpótlás és a szövetkezetbe vont részarány-tulajdonok magánosítása. A több mint 4000 lakosú település a Sokoró-térség egyik központja. A városka 1970 óta a legnépesebb ezen a  vidéken. Lakossága 1980 óta kissé csökkent, azonban népessége 1949-től napjainkig több mint 10%-kal megnőtt. Különösen az 1980 és 1990-es évek között erős elvándorlás jellemezte, mely 1990 után kisebb mértékűvé vált.

## Mai élete
A település sokoldalú funkciói ellenére sem képes népességét megtartani. Népességének demográfiai struktúrája igen kedvező. Fiatal a korstruktúra, arányában itt a legkevesebb a 60 év felettiek aránya. A körzetben Pannonhalmán a legjobb a népesség átlagos iskolai végzettsége, itt van a legtöbb felsőfokú végzettségű ember. Bár a népesség gazdasági aktivitása csökkent, az napjainkban is megfelelő.
A munkanélküliség viszonylag alacsony, többnyire a kevésbé képzettek azok, akik nem rendelkeznek munkával. A település sokoldalú szerepköréből és intézményhálózatából fakadóan jelentős munkaerővonzással bír, ugyanakkor a Sokoró vidékéről itt a legkevesebb az eljárók aránya. Pannonhalma csaknem színmagyar város, csupán elenyésző német és egyéb kisebbség él itt.
A város úthálózatának legnagyobb része szilárd, felületzárt útburkolat. A szennyvízcsatornázás folyamatosan végzett munka eredményeképpen 1997-ben 80%-os készültséget ért el. A magánerős földgázberuházás 1996-ban befejeződött. Az elektromos energia- és az ivóvíz-szolgáltatás az egész településen megoldott. Saját hulladéklerakó telepe van, mely 10 környező település hulladékát képes fogadni. A telefonellátottság 1994 óta teljes, a jelenlegi igényeket kielégíti. 2000-ben Pannonhalma elnyerte a városi rangot.
A város lakóinak megélhetését a győri bejáró (ingázó) munkahelyeken kívül a helyi mezőgazdasági termelés adja, valamint az ehhez kapcsolódó feldolgozóüzemek: a Gabonaforgalmi Vállalat Keverőüzeme, a termelőszövetkezet nyúltápüzeme, a Sütőipari Rt. sütőüzeme és nem utolsósorban a helyi téglagyár. A termelőszövetkezet közel 1900 hektár földön gazdálkodik. A történelmi borvidék hagyományaihoz méltóan 200 hektáron szőlőt termesztenek, valamint a kapacitáskihasználás érdekében a környék jó minőségű szőlőjét is felvásárolják. A tárolókapacitás mintegy 30 ezer hektoliter. A termelőszövetkezet további termelése a saját nyúltápüzem nyersanyagellátására irányul. Az üzem mintegy 400 vagon tápot állít elő. Jelentős exporttermékük a mézontófű, főleg német és holland megrendelésre. Ehhez jelentős mértékű magántermelés is hozzájárul. A Pannon Gabona Rt. keverőüzeme 1966-ig malomként működött, a környék falvainak takarmányigényét szolgálja ki. Kapacitása évi 2400 vagon, tárolókapacitása 600 vagon gabona. A Győri Sütő Rt. kenyérgyára 1976-ban épült. Feladata a környék kenyérrel és péksüteménnyel való ellátása volt (kapacitása mintegy 7,5 ezer kg/nap volt), azonban már sok évvel ezelőtt bezárták. Mára már csak a romos, elhanyagolt épülete látható a település határában található győrsági leágazó környékén. A Téglaipari Rt. téglagyára hagyományosan működő üzem. Nyersanyagtartaléka még kb. 20–25 évre elegendő.[mikor?] Évente 12–13 millió téglát gyárt.
A nagyrészt helyreállított bencés főapátság 1996-ban ünnepelte millenniumát, amikor is II. János Pál pápa ebből az alkalomból Győrbe és Pannonhalmára látogatott. 1997-ben, Szent Márton halálának 1600. évfordulóján szobrot szenteltek, ami a pannóniai születésű védőszentet, Tours püspökét ábrázolja.

## Közélete

### Polgármesterei
- 1990–1994: Horváth Ferenc (független)[4]
- 1994–1998: Horváth Endre (független)[5]
- 1998–2002: Pánczél Benedek (független)[6]
- 2002–2006: Pánczél Benedek (független)[7]
- 2006–2010: Bagó Ferenc (független)[8]
- 2010–2014: Bagó Ferenc (független)[9]
- 2014–2019: Bagó Ferenc (független)[10]
- 2019–2024: Vas Gábor (független)[11]
- 2024– : Vas Gábor (független)[1]

## Népesség
A település népességének változása:
| Lakosok száma | 3890 | 3925 | 4021 | 3477 | 3860 | 3919 |
|               | 2013 | 2014 | 2018 | 2022 | 2023 | 2024 |

A 2011-es népszámlálás során a lakosok 76%-a magyarnak, 1,2% cigánynak, 0,9% németnek, 0,2% románnak mondta magát (23,8% nem nyilatkozott; a kettős identitások miatt a végösszeg nagyobb lehet 100%-nál). A vallási megoszlás a következő volt: római katolikus 57,1%, református 2%, evangélikus 0,5%, görögkatolikus 0,4%, felekezeten kívüli 4,8% (33,4% nem nyilatkozott).
2022-ben a lakosság 91,6%-a vallotta magát magyarnak, 1,1% németnek, 1,1% cigánynak, 0,3% ukránnak, 0,2% románnak, 0,2% horvátnak, 0,1-0,1% szerbnek, görögnek és szlováknak, 2,6% egyéb, nem hazai nemzetiségűnek (8,1% nem nyilatkozott; a kettős identitások miatt a végösszeg nagyobb lehet 100%-nál). Vallásuk szerint 51% volt római katolikus, 2,8% református, 0,9% evangélikus, 0,3% görög katolikus, 0,1% ortodox, 1,3% egyéb keresztény, 1,1% egyéb katolikus, 7,5% felekezeten kívüli (34,9% nem válaszolt).

## Nevezetességei

### Pannonhalmi Bencés Főapátság
A Főapátság a magyar történelem egyik kiemelkedően becses emlékhelye, egyházi és művészettörténeti központ, a világörökség része. A város gépkocsis és autóbuszos látogatóinak száma meghaladja az évi 200 ezer főt. Pannonhalma hazánk turisztikai térképén az egyik leglátogatottabb célpontnak számít. A város természeti adottságai és a főmonostor vonzereje miatt a turisztikai iparágra van berendezkedve. Szállodái, panziói minden kényelmet kielégítenek. Az apátsághoz kapcsolódik a Pannonhalmi Bencés Gimnázium és Szakkollégium.
Az elmúlt években az apátság kortárs építészetével is ismertté vált. A Diákkápolna és az új fogadóépület mellett a zarándokházak és az erdei kápolna is kiemelkedő alkotás. Ez utóbbiak 2011-ben elnyerték a Média Építészeti Díját is.

### Pannonhalmi Tájvédelmi Körzet
1992-ben hozták létre 7042 ha-on. Területileg tagolt.
Főbb részei:
- az Erebe-szigetek és a Dunával határos egyéb, kiemelkedő természeti értékkel bíró területek (Gönyű és Komárom között). Az őszi és téli vonulások idején kap fokozott jelentőséget. A jeges-, a hegyi-, a kontyos-, a nyílfarkú és más récefajok, parti madarak keresik fel előszeretettel,
- a kisalföldi meszes homokpuszták (Győr–Komárom–Kisbér háromszögben). Nyílt, záródó és zárt homokpusztai gyepek, töviskés, bozótos, borókás, szürke nyáras, homokpusztai kocsányos tölgyerdők, árvalányhaj, fekete kökörcsin, pókbangó. Említésre méltó a fekete gólya, a búbos banka, a barna kánya és a gyurgyalag.
- a Pannonhalmi-dombság pannonhalmi, csanaki és szemerei vonulatai
- Régen található volt itt egy sípálya is, amely már nagyon régen megszűnt. A maradékát Pannonhalma és Pázmándfalu határában találhatjuk meg. Maga az a rész, ahol lehetett síelni a pázmándhegyen van, de itt is már csak szánkózni lehet. Ezt a rég elhagyott és szétesett pályát pedig szántóföld veszi körül, így az odajutás is nehézkes, azonban a vállalkozó kedvű túrázók számára ajánlott, hiszen a kilátás innen még jobb, mint az apátság előtti kilátó-szekcióból.

### Egyéb
- Szent István bronzszobra, Török Richárd alkotása[16]
- Horváth György fazekasháza
- Jánosháza településrész: vadászház és egy 1877-ben, Kruesz Krizosztom által állíttatott kőkereszt

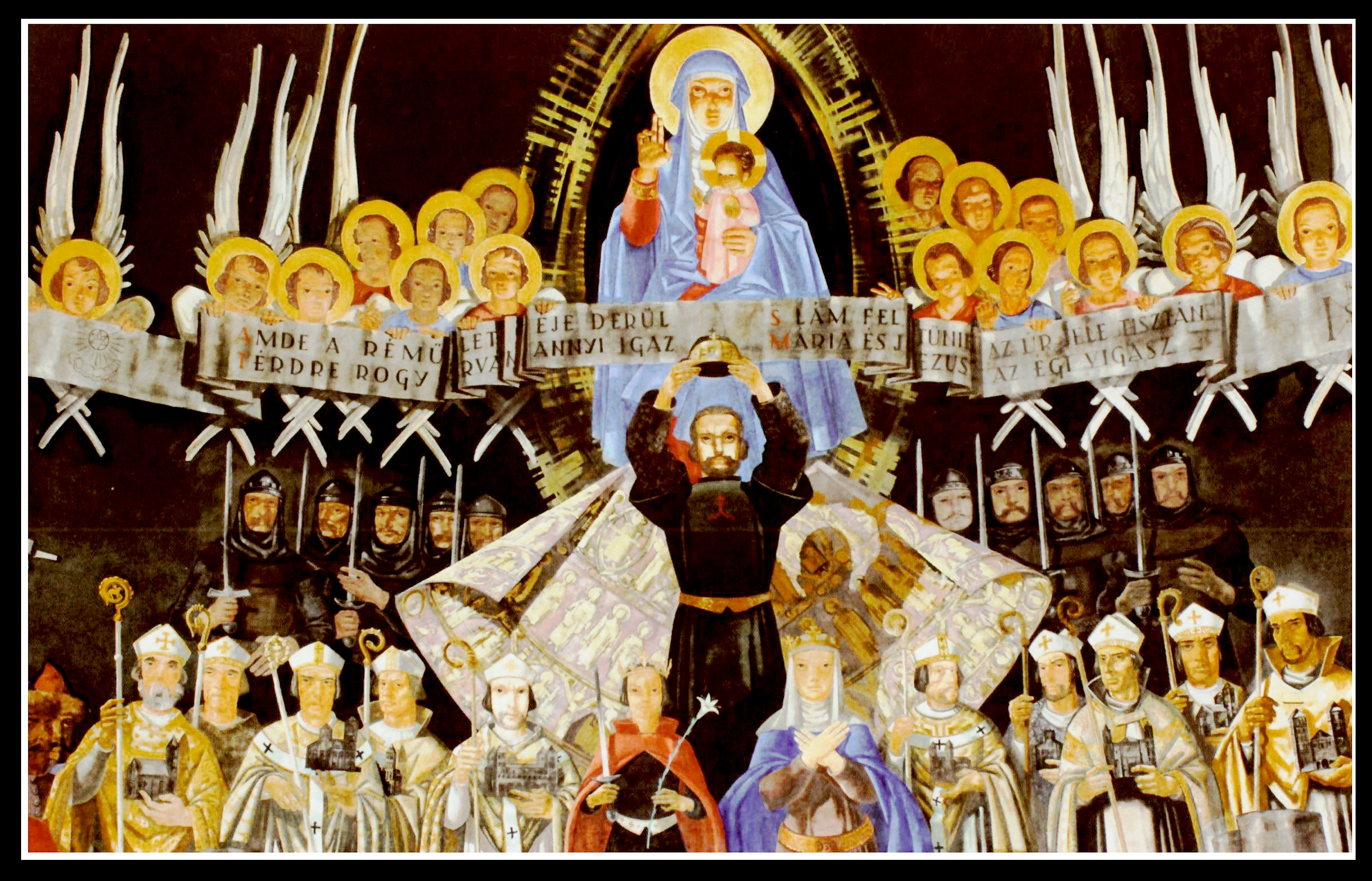
Aba-Novák Vilmos szekkója (Szent István koronafelajánlása, 1938-1941) a Millenniumi emlékkápolnában

## Itt született
- 1733-ban Istvánffy Benedek zeneszerző, karnagy, orgonista.

## Testvértelepülései
- Engen, Németország
- Alsószeli, Szlovákia
- Pécsvárad, Magyarország
- Muri, Svájc

## Légi felvételek 2019-ből

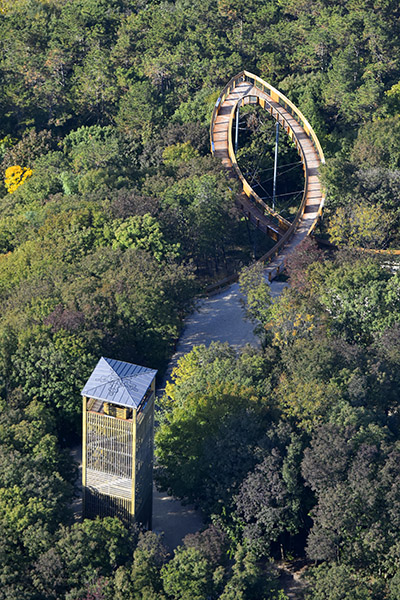
A lombkorona-tanösvény
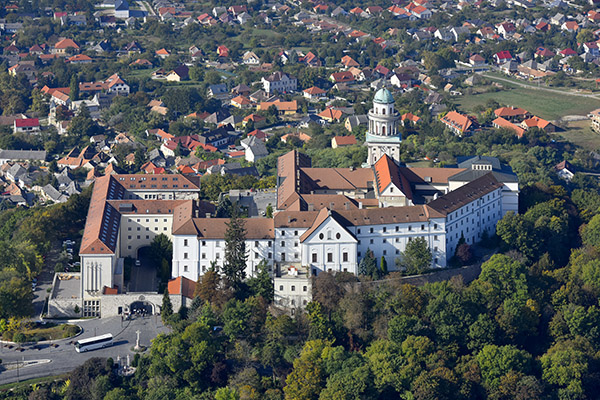
A Pannonhalmi Bencés Főapátság
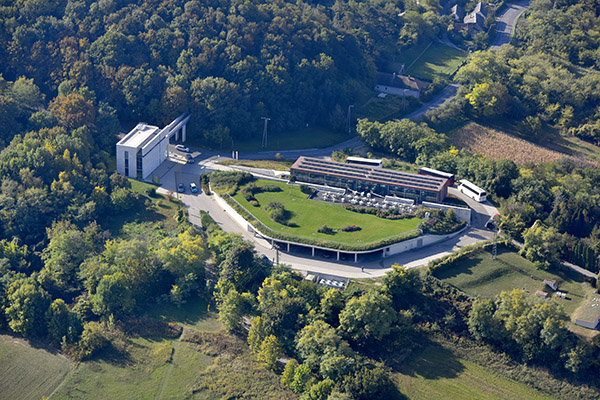
Az apátság látogatóközpontja
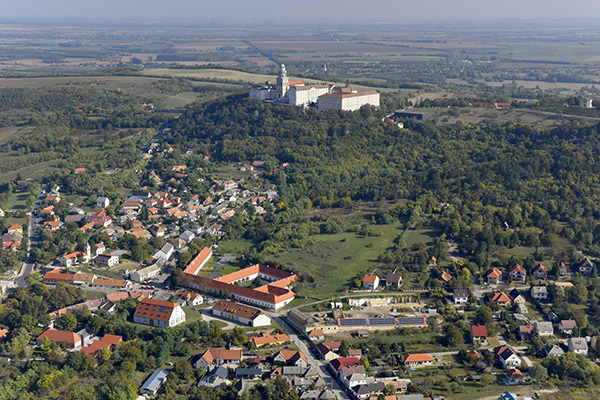
Pannonhalma látképe
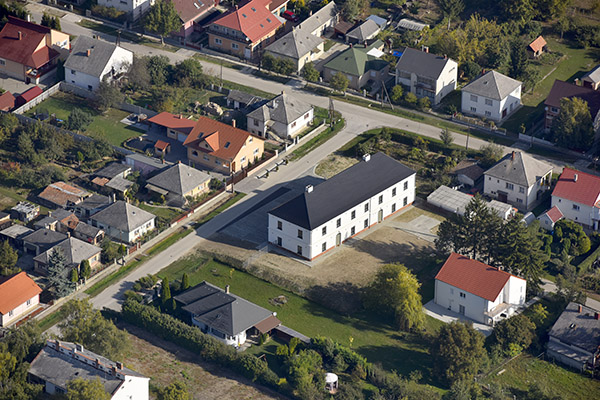
Pannonhalma látképe